# Gällande rätt
Gällande rätt (eller "giltig rätt") är en juridisk term som åsyftar de rättsregler som är gällande inom ett rättssystem. 
Enligt en rättspositivistisk inställning (vilket är det som omfattas i Sverige) är gällande rätt de rättskällor och den lag som de facto används och tillämpas av ämbetspersoner, oavsett dess innehåll. Detta synsätt har anammat naturrättsteoretikern John Lockes idé om att en viss igenkänningsregel bestämmer vad som är gällande rätt, vilken är grundad på förnuftet. En rättspositivist skulle anse att exempelvis lagen om nedärvt lyte i Tredje riket hörde till den gällande rätten. 
Naturrättens förespråkare anser att det finns vissa oskrivna regler (ifrån naturen/Gud/förnuftet etc.) som till exempel de mänskliga rättigheterna, med vilka en rättsregel måste överensstämma för att kunna anses som giltig; ett rättssystem anses dock i praktiken gällande trots att den inte är naturrättsligt giltig eller rättfärdig. En sorts "mellanväg" är erkännandet av s.k. rättsprinciper som varande en del av den gällande rätten.
Gällande rätt kan också ses som en avgränsad del av den positiva rätten, en hanterbar massa, för att garantera en rättssäker tillämpning av rätten.